# 富岡香織
富岡 香織（とみおか かおり）は日本の元子役、女優。

## 出演作品

### テレビ
- 太陽戦隊サンバルカン（1981年）- 松田ルミ役
- 大戦隊ゴーグルファイブ（1982年）- 第12話 トモ子役
- バッテンロボ丸（1982年）- 海野ナナコ役

### 映画
- 「劇場版 太陽戦隊サンバルカン」（1981年）- 松田ルミ役
- 「未完の対局」（1982年）
- 「劇場版 バッテンロボ丸」（1983年）- 海野ナナコ役

| スタブアイコン | サブスタブ | この項目は、まだ閲覧者の調べものの参照としては役立たない、俳優（男優・女優）に関連した書きかけの項目です。この項目を加筆・訂正などしてくださる協力者を求めています（P:映画/PJ芸能人）。 |